# Братийчук, Мотря Васильевна
Мотря (Матрёна) Васильевна Братийчук (укр. Мотря Василівна Братійчук; 8 сентября 1927, с. Верба Вербской гмины Дубенского повета Волынского воеводства, Польша — 4 апреля 2001, Ужгород, Закарпатская область, Украина) — украинская учёная-астроном, кандидат физико-математических наук, профессор кафедры оптики Ужгородского университета. Основательница Лаборатории космических исследований в этом университете.

## Биография
Мотря Братийчук родилась 8 сентября 1927 года в сельской семье Марии и Василия Братийчуков, в селе Верба, которое тогда принадлежало к Дубенскому уезду Волынского воеводства Польши (теперь Дубенский район Ровенской области).
Отец был грамотным человеком, авторитетным в сельской общине. В 1939 году Василий Братийчук был причислен к кулакам и, чтобы избежать ссылки в Сибирь, он попытался бежать на запад. При переходе границы его задержали и отправили в один из лагерей ГУЛАГа, где Василий погиб.
После окончания средней школы № 1 в городе Дубно Мотря поступила на физический факультет Киевского государственного университета им. Т. Г. Шевченко, где училась с 1947 по 1952 год. После окончания учёбы поступила в аспирантуру по специальности астрофизика.
Получив высшее образование в 1952 году, год работала учителем в средней школе № 97 Киева, параллельо учась в аспирантуре. Готовила детские программы на Киевском радио по астрономическим темам.
В 1956 году окончила аспирантуру Киевского государственного университета и переехала в Ужгород, где начала преподавать в Ужгородском государственном университете. Читая разделы по общему курсу физики, она с энтузиазмом взялась за организацию и проведение в Ужгороде оптических наблюдений новых в истории человечества космических тел — искусственных спутников Земли. Весной 1957 года, за полгода до запуска Спутника-1, Мотре Братійчук поручили создать и возглавить соответствующую станцию. Уже 6 октября 1957 года рукотворный космический аппарат впервые с Земли увидели не только в Ленинграде, но и в Ужгороде. И первую точку следа спутника на карту звёздного неба нанёс тогдашний студент, а позже профессор физфака УжГУ И. Алексахин.
Успехи молодого коллектива были замечены в Москве. В 60-е годы Ужгородскую станцию наблюдений несколько раз посетили академики Мстислав Келдыш и Лев Арцимович. После чего Постановлением Государственного комитета Совета Министров СССР по науке и технике она была в 1969 году расширена в ведущую лабораторию и вошла организационно в состав Проблемной научно-исследовательской лаборатории физической электроники УжГУ.
Мотря Братийчук оставалась руководительницей заведения до последних лет жизни, возглавляя его в течение 44 лет. Благодаря ей лаборатория получила ряд сверхмощных телескопов и другого оборудования. Под руководством М. Братийчук коллектив лаборатории прошёл путь от проведения простейших визуальных до сложных комплексных и лазерных наблюдений разнообразных космических объектов с последующим использованием собственных методик их обработки, интерпретации и внедрения в решение фундаментальных и прикладных задач. Сейчас на фасаде обсерватории установлена мемориальная плита Братийчук.
Эта станция, а также лаборатория космических исследований, выполнили большой объём работ по распознаванию искусственных спутников Земли, ввели современные методы решения важных прикладных и фундаментальных задач астрономии, геофизики, геодинамики, геодезии, физики атмосферы. К концу XX века ЛКИ УжНУ стала единственным коллективом из всей сети оптических наблюдений на территории бывшего СССР, проводившей наблюдение ИСЗ в комплексе на таком уровне. А их наземные лазерные и поляризационные наблюдения, проведенные в Ужгороде, были вообще первыми в Украине.
Параллельно по инициативе Братийчук на кафедре оптики УжГУ в 1969 году положили начало специализации «Астрофизика» и соответственной аспирантуре на базе лаборатории. Программы всех спецкурсов на первых порах разрабатывались только М. В. Братийчук. С течением времени к педагогической работе была привлечена её первая ученица И. Швалагин, позже ещё несколько подготовленных ею сотрудников лаборатории.
Открытия Братийчук и лаборатории под её началом становились основой научных трудов, новых лекционных тем. Под руководством Мотри Васильевны сотрудники лаборатории выполнили десятки научных тем, опубликовали более полутысячи научных работ. Сама же руководитель лаборатории является автором 113 научных статей, многих пособий по астрофизике.
В 1959 Братийчук защитила кандидатскую диссертацию, защита состоялась в Главной астрономической лаборатории АН СССР в Пулково. В 1963 году она получила учёное знание доцента.
В 1966 году Мотря Братийчук отправляется в экспедицию в Сибирь, параллельно с которой пытается найти следы отца. Вернувшись, учёная, отличавшаяся интересом к искусству, музыке, литературе, истории, организовала студенческий клуб «Эврика». Но власти, усмотрев в нём непозволительное свободомыслие, в итоге клую закрыли.
В 1987 году на 19-й генеральной ассамблее МАС 1985 года Мотрю Братийчук избрали индивидуальным членом Международного астрономического союза.
В 1991 году Братийчук получила учёное звание профессора.
Мотря Братийчук также стала почётным членом Украинской астрономической ассоциации, действительным членом Общества авиации и космонавтики и лауреатом премии ассоциации «За выдающийся вклад в развитие астрономии в Украине» и премии Астросовета АН СССР им. Фиолетовой.
Умерла Мотря Васильевна 4 апреля 2001 года в городе Ужгород, похоронена в родном селе рядом с могилой матери. На могиле — памятник, разработанный дубенским художником Василием Захаровым: по орбите вокруг Земли летит искусственный спутник.

## Научные интересы
Научная тематика работ Мотри Братийчук касается анализа комплексных наблюдений искусственных спутников Земли, прогнозирования изменений их движения под влиянием природных факторов и выявления таких факторов, распознавания космических объектов, исследования изменений их оптических характеристик. Она также исследовала влияние атмосферы на прохождение светового и радиоизлучения от спутника к наблюдателю.

## Увековечение памяти
В честь М. В. Братийчук назван астероид 3372 Братийчук (3372 Bratijchuk), открытый профессором Н. С. Черных из Крымской астрофизической обсерватории. Она также имела отношение к этому открытию, поскольку первой вычислила орбиту нового космического тела, теоретически доказав его существование, подтверждённое на практике крымскими коллегами. М. Братийчук стала первой среди украинских учёных-женщин, в честь кого назвали астероид.
В апреле 2002 года ученики и коллеги на свои средства открыли на стене павильона первого в Ужгороде телескопа мемориальную доску в честь Братийчук.
В Ужгороде учредили региональную премию имени Братийчук для молодых учёных-астрофизиков.